# Julodis peregrina
Julodis peregrina es una especie de escarabajo del género Julodis, familia Buprestidae. Fue descrita científicamente por Chevrolat en 1838.